# Sphenorhina cyanescens
Sphenorhina cyanescens är en insektsart som beskrevs av Victor Lallemand 1931. Sphenorhina cyanescens ingår i släktet Sphenorhina och familjen spottstritar. Inga underarter finns listade i Catalogue of Life.